# Aeonium gomerense
Aeonium gomerense ist eine Pflanzenart aus der Gattung Aeonium in der Familie der Dickblattgewächse (Crassulaceae).

## Beschreibung

### Vegetative Merkmale
Aeonium gomerense wächst als mehrjähriger, locker verzweigter Kleinstrauch und erreicht Wuchshöhen von bis zu 2 Meter. Die kahlen, netzartig gemusterten, aufsteigenden oder hängenden Triebe weisen einen Durchmesser von 3 bis 15 Millimeter auf. Ihre ziemlich flachen Rosetten erreichen einen Durchmesser von 10 bis 28 Zentimeter. Die verkehrt eiförmigen bis verkehrt lanzettlichen, grünen, leicht bläulich überhauchten, fast kahlen Laubblätter sind 5 bis 14 Zentimeter lang, 2,5 bis 4 Zentimeter breit und 0,3 bis 0,7 Zentimeter dick. Zur Spitze hin sind sie zugespitzt. Die Basis ist keilförmig. Der Blattrand ist mit mehr oder weniger geraden Wimpern besetzt, die 0,5 bis 1 Millimeter lang sind. Die Blätter sind entlang des Randes oft rötlich variegat.

### Generative Merkmale
Der etwas eiförmige Blütenstand weist eine Länge von 15 bis 40 Zentimeter und eine Breite von 10 bis 30 Zentimeter auf. Der Blütenstandsstiel ist 10 bis 20 Zentimeter lang. Die sieben- bis neunzähligen Blüten stehen an einem 2 bis 6 Millimeter langen, kahlen Blütenstiel. Ihre Kelchblätter sind kahl. Die weißlichen, auf der Unterseite grünlich variegaten, lanzettlichen, zugespitzten Kronblätter sind 8 bis 10 Millimeter lang und 1,5 bis 2 Millimeter breit. Die Staubfäden sind kahl.

### Chromosomenzahl
Die Chromosomenzahl beträgt 2n = 36.

## Systematik und Verbreitung
Aeonium gomerense ist auf La Gomera in Höhen von 500 bis 1100 Metern verbreitet.
Die Erstbeschreibung als Sempervivum gomerense durch Robert Lloyd Praeger wurde 1925 veröffentlicht. 1928 stellte er die Art in die Gattung Aeonium.

## Nachweise